# O42
Het pand aan de Oranjesingel 42 in Nijmegen, kortweg O42, is een voormalige studentensociëteit en cultureel podium en filmtheater.

## Geschiedenis

### Tot 1923
Het gebouw werd in 1893 gebouwd aan de Oranjesingel naar een ontwerp van architect Wilhelmus Johannes Maurits. Het pand was in gebruik als woning en kantoor. Onder andere Mr. P.S. Scheers hield in 1915 kantoor in het pand. Begin jaren '20 werd het pand aangekocht voor de in 1923 geopende Katholieke Universiteit Nijmegen.

### Sociëteit (1923-1945)
Vanaf 1923 werd het pand geëxploiteerd door het in dat jaar opgerichte Nijmeegsch Studenten Corps Carolus Magnus (N.S.C.). De onder het N.S.C. vallende SSN Roland en meisjesclub Lumen Ducet betrekken het pand en er worden borrellocaties en bestuursruimtes ingericht. De sociëteit heeft 15 personeelsleden in dienst. In 1942 werd de sociëteit op last van de Duitse bezetter gesloten en ingevorderd. 
Het pand doorstond het bombardement op de Nijmeegse binnenstad van 22 februari 1944. Begin 1945 werd het pand ceremonieel weer overhandigd door de Canadezen. Na de oorlog keerden Roland en de meisjesclub echter niet terug in het pand, omdat het inmiddels zwaar beschadigd en verloederd was en in deze staat te duur in onderhoud.

### Overgangsperiode (1946-1975)
Het pand bleef wel in handen van het N.S.C. en werd opgeknapt en daarna gebruikt voor zowel onderwijs van de universiteit als ruimte voor verenigingen die onder het N.S.C. vielen. Begin jaren 60 werd de structuur van het N.S.C. opengebroken en vanaf 1965 valt het beheer van het pand onder de Unie van Studenten te Nijmegen (USN).
Enkele studentenverenigingen blijven nog actief in het pand maar de horecafunctie wordt geëxploiteerd door commerciële horecaondernemers. Het wordt een nachtkroeg met name gericht op studenten.

### Politiek-kultureel centrum O42 (1976-2000)

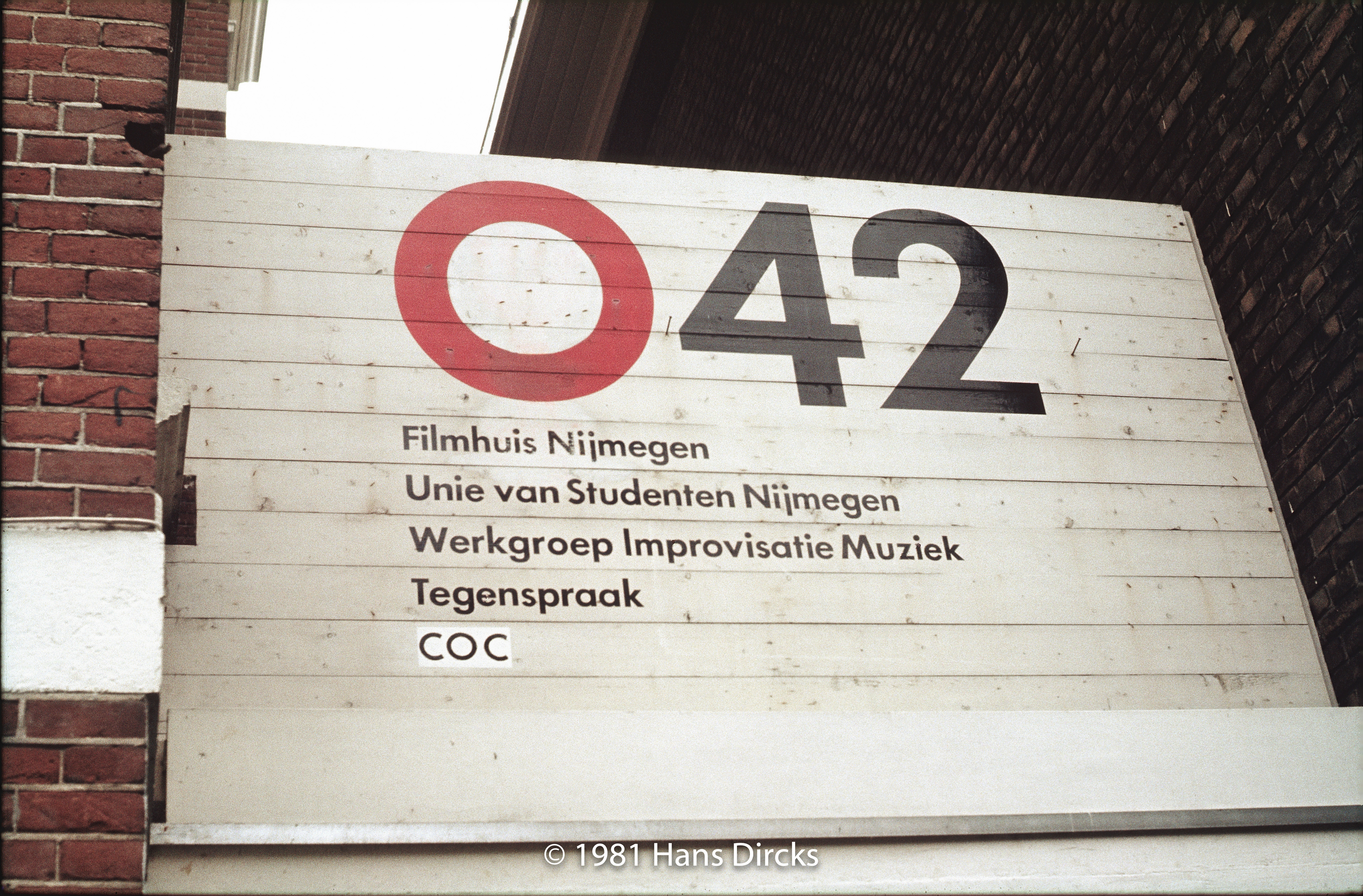
Bord Politiek-Kultureel Centrum O'42 met andere organisaties

Eind 1975 besluit het USN om het pand om te vormen tot een politiek en cultureel podium. In 1976 werd het pand grootschalig verbouwd en in september werd Politiek-kultureel centrum O42 officieel geopend. De Stichting Exploitatie Oranjesingel 42 (later stichting Oranjebitter) wordt uitbater van het pand en er komen subsidies van de Stichting Nijmeegs Universiteitsfonds (SNUF). Het pand bestond uit vier horeca zalen, waaronder een voorcafé, een theatercafé en een grote zaal (de Blauwe Zaal) die ook geschikt was voor theater. Op de bovenverdiepingen waren diverse kantoor en werkruimtes. Voor het gebouw lag een terras en er was een tuin achter het pand.
Verschillende politieke en culturele (studenten)organisaties vonden onderdak in O42. Onder andere het Nijmeegs Filmhuis, de Werkgroep Improvisatie Muziek (WIM), het politiek-cultureel periodiek Tegenspraak, het Literair Café, de Surinaamse organisatie Wi Na Wan, De Wintertuin en het COC organiseerden activiteiten in O42. Succesvol was de exploitatie qua inkomsten niet en er werden door de SNUF ook meer commerciële initiatieven als een Nijmeegs Rockcafé, het Politiek Café en een restaurant Oase ontplooid. Ondanks het succes van centrale programmering van de verschillende activiteiten kwamen de tegenstellingen tussen de gebruikers begin jaren 80 wel op scherp te staan omdat verschillende organisaties wilden uitbreiden. Toen de grote publiekstrekker het Nijmeegs Filmhuis in 1983 verhuisde naar Cinemariënburg werd het beheer door de USN noodgedwongen overgedragen aan de SNUF.
De SNUF probeerde met commerciële horeca exploitanten, voor het voorcafé van het pand, de centraal geprogrammeerde culturele activiteiten meer rendabel te maken. Ook werden ruimtes verhuurd aan het naastgelegen Stedelijk Gymnasium Nijmegen dat onderwijsruimtes tekortkwam. Ook werd een ruimte verhuurd voor bewoning. De exploitatie bleef echter een probleem en Politiek-kultureel centrum O42 werd in maart 2000 gesloten. De programmering ging deels over naar het pas geopende Lux en alleen de bewoner en enkele studentenverenigingen bleven nog even in het pand achter.

### Studentenverenigingen (2000-2006)
In mei 2000 wordt O42 betrokken door verschillende verenigingen die eerst door de SNUF gehuisvest waren in de sociëteit aan de Bijleveldsingel 26. Dit pand werd door de SNUF verkocht. Het pand wordt een verenigingsverzamelgebouw en elk van de verenigingen hielden eigen borrels en activiteiten. Ook waren op de bovenverdiepingen bestuurskamers gevestigd. Gezamenlijk werden Open Pandfeesten georganiseerd. NSRV Phocas, N.D.F. Argus, NSHC Apeliotes, VGSN Thesaurum Quaeritans en De Loefbijter waren regelmatige gebruikers van alle faciliteiten, andere verenigingen hadden alleen een (gedeelde) bestuurskamer. Het pand werd Sociëteit O42 genoemd.
Ook nu bleef de exploitatie een probleem en in juni 2006 verhuisden deze verenigingen naar de Van Schaeck Mathonsingel 10. Dit pand kwam vrij na het faillissement van Diogenes (in september 2005) en de SNUF wilde een van beide panden verkopen. O42 wordt dat jaar nog verkocht aan een projectontwikkelaar. Hiermee verdween de laatste band tussen het pand en het Nijmeegse (culturele)studentenleven. Vlak na de verkoop woedde er een kleine brand en hierna moest het pand verbouwd worden.

### Leegstand, LUX, Villa en Filmhuis (2006-2020)
Er was een tijd geen vaste bestemming voor het pand. Het pand deed dienst als kantoor en het werd geregeld gebruikt voor korte evenementen. Vanaf 2010 moest het pand weer voor culturele doeleinden gebruikt gaan worden. LUX was te klein geworden en eind 2009 liep de huur door LUX van Cinemariënburg af. Het pand werd van 2008 tot en met 2010 verbouwd en voormalig O42 kreeg dan twee bioscoopzalen, een theaterzaal, horeca en kantoorruimte. Onder de naam VillaLUX opende het op arthouse gerichte filmtheater op 19 januari 2011. Met name de horeca en de kantoorruimten bleven qua exploitatie moeilijk.
In 2013 werd het plan gelanceerd om in samenwerking met Stichting Driestroom mensen met een afstand tot de arbeidsmarkt (AWBZ, Wajong, WWB) tewerk te stellen en flexwerkplekken te creëren. Voorbeeld hierbij was het project DROOM! in Elst dat in 2011 gelanceerd is. In januari 2014 opende het concept onder de naam DROOMvilla LUX. Omdat de naamgeving van twee organisaties verwarrend werkte, werd de naam eind mei 2016 gewijzigd in De Villa. LUX verliet eind 2016 het pand en de Driestroom wilde de bovenverdiepingen waar kantoren waren, na een verbouwing, als Bed & Breakfast gaan gebruiken. Eind april 2017 opende in het pand Filmhuis O42 dat de twee filmzalen gebruikt en als premièretheater van de Arnhemse filmdistributeur Contact Film dient. Per juli 2018 stopt de Driestroom met de verlieslijdende horeca-exploitatie. Op 20 januari 2020 stopte ook het Filmhuis O42. Hierna startte een verbouwing om in het pand appartementen te maken.

### Na 2020
Sinds 2021 zit in het pand een jeu de boules-café.